# フロロフカ (銃)
フロロフカ（ロシア語: Фроловка）は、ソビエト連邦において1920年頃から製造された、摩耗ないし故障が認められたM1891小銃を原型とするスムースボア猟銃の非公式な通称である。その名は改造手法を考案したトゥーラ造兵廠所属の銃器設計者、ピョートル・ニコライエヴィチ・フロロフ（Петра Николаевича Фролов）に由来する。
後には別の小銃から改造された類似の猟銃（例えば、10月革命前にベルダンNo.2小銃から改造されたものなど）も、同様に「フロロフカ」と呼ばれた。

## 歴史
ライフル銃からスムースボア猟銃への改造は、ロシア以外の国でも行われた。例えば、西ヨーロッパでの例が知られる。
ロシア帝国においては、トゥーラ造兵廠が1886年に開発した猟銃の例がある。これは制式装備を外れたクルンカ小銃を改修したものだった。1902年、制式小銃が3リニヤ口径（7.62mm）銃へと更新されたことを受け、帝国軍事評議会は5万丁のベルダン小銃をトゥーラ造兵廠へ送り、スムースボア猟銃への改造を行わせることを決定した。同年中に造兵廠内の作業所で改造が行われ、ベルダン小銃を原型とする何種類かの猟銃が製造された（銃床の素材、金属部分のメッキ、彫刻や装飾などの差異があった）。国営兵器廠に加え、様々な民間の事業者も類似のベルダン改造猟銃の製造を行った。民間で製造されたモデルの口径としては、32口径、28口径、24口径などがよく見られたほか、20口径や16口径のモデルも比較的少数あった。薬室の長さは大抵70mmだが、65mmのものが少数あった。銃身を切り詰めたモデルがあったことも知られている。本来と異なる口径の弾薬を用いての抽筒を確実にするため、閉鎖方法の改良も試みられた。これは3つの手法、すなわち銃尾式（казённым методом）として知られる手法、ウラジーミル・エロニモヴィチ・マルケヴィチが考案した手法、銃器技師カリエフ（Кареев）が考案した手法のいずれかで成された。
これらの銃は、散弾用ベルダン式銃（ружьё патронное системы Бердана дробовое）という名称で販売された。
第一次世界大戦が勃発した後には軍用小銃の不足が起こったため、1915年にはこれを補うべくベルダン小銃から猟銃への改造が中止された。
1918年、ベルダン小銃および3リニヤ口径銃（モシン・ナガン）を原型とした改造猟銃の製造が再開する。トゥーラ兵器廠およびイジェフスクの「フロロフキ」兵器廠において、1941年まで16口径、20口径、24口径、28口径、32口径のモデルが製造された。こうして生まれたフロロフカは、1920年代に安価な猟銃として普及した。改造猟銃の製造は、大量に残されていた老朽化した小銃の処分も兼ねていた。フロロフカは単銃身、双銃身、三銃身のモデルがあり、口径や銃身長（670mm - 720mm）が異なる11種類のバリエーションがあった。
ヴァイマル共和政時代のドイツでは、Gew98歩兵銃を原型とする20口径、16口径、また比較的少数の12口径のスムースボア猟銃の製造が1919年から行われたが、銃身はいずれも新造されたものだった。この改造猟銃は第二次世界大戦前のソビエト連邦に大量に輸入され、トルグシンを通じて販売されていた。
大祖国戦争後の1945年から1948年頃、トゥーラ造兵廠では軍用3リニヤ口径小銃M1891/30を改修した弾倉付散弾銃R-32（Р-32）を製造した。金属スリーブ付き32口径弾用に再設計されていた。戦前のフロロフカとは異なり、R-32のボルトハンドルは、M1891/30の狙撃用モデルと同様、下側に屈曲していた。
1980年代までにオリジナルのフロロフカはほとんど使われなくなっていたが、同種の猟銃は以後も広く使用された。

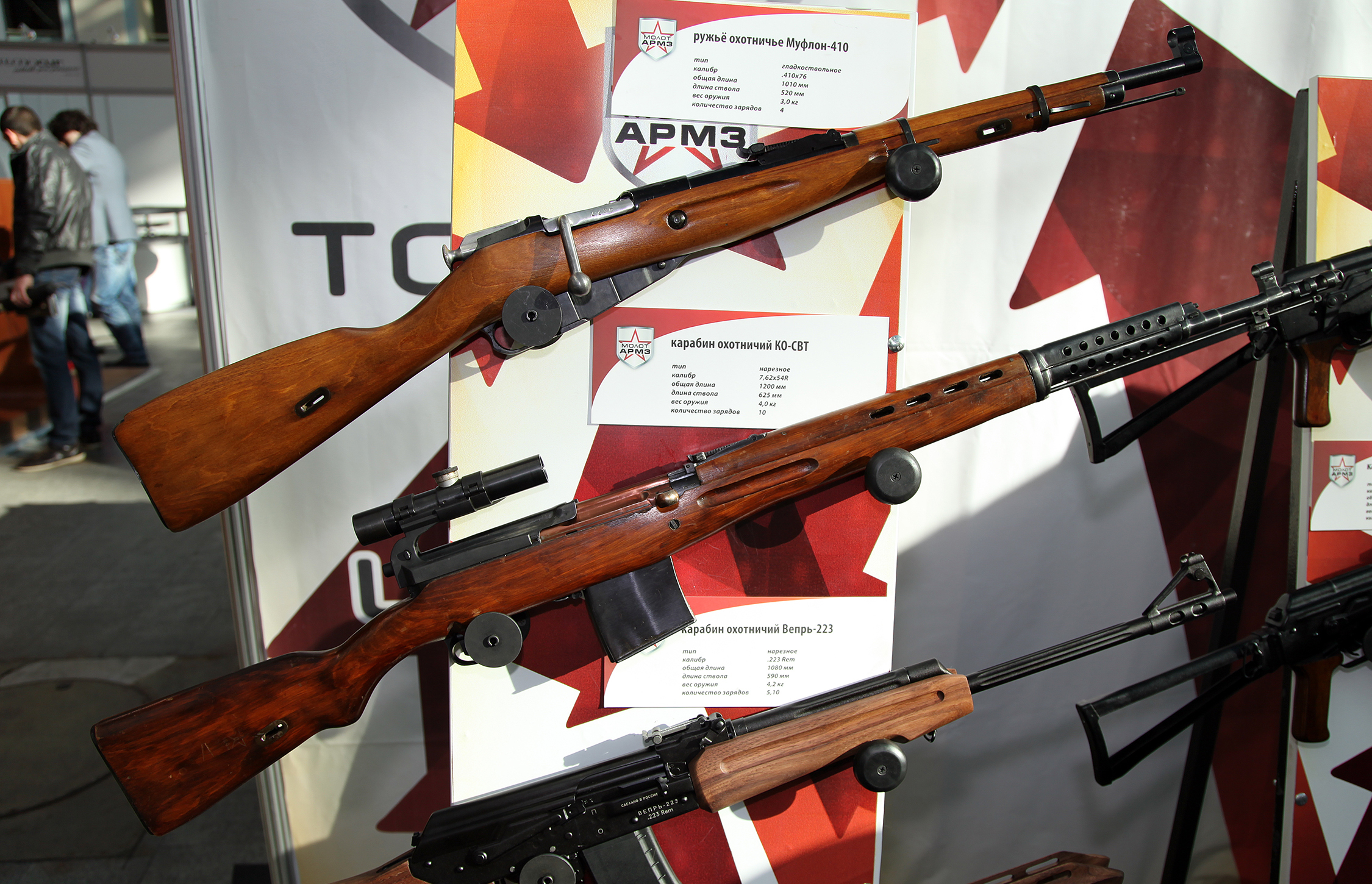
ムーフロン410（最上段）

2013年の武器展示会Оружие и охота 2013では、M1891小銃を原型とする、.410x76mm仕様のカービン銃、ムーフロン410（Муфлон-410）が発表されている。

## 設計
フロロフカは、モシン・ナガン小銃を原型として、銃身および薬室を32口径 - 28口径に合わせて削り、機関部およびボルトを狩猟散弾用に適応させ、照準器を交換したものである。弾倉が残された32口径銃の例も少数あるが、改造が安価かつ容易だったので、大抵は単発銃にされていた。銃床が交換される場合もあった。

## 軍用銃としての運用例
大祖国戦争の際、一定量が武装警備隊（VOKhR）向けに配備された。戦前にはVOKhRでも3リニヤ口径銃が用いられていたが、戦時中には赤軍および人民民兵が編成した訓連部隊への配備が優先され、これを補う代用品としてフロロフカが選ばれたのである。